# 김립 (사회주의자)
김입(金立(김립), 본명: 김익용, 본명 한자: 金翼容, 1880년(추정?) 출생~1922년 2월 6일 사망)은 일제강점기의 언론인 출신의 독립운동가이며, 사회주의자이기도 했다. 1922년 2월 6일, 국민정부 시대 중화민국 대륙 본토 장쑤 성 상하이 자베이 구역에서 사살(암살)되었다.
본명은 김익용(金翼容, 다른 이름은 김익용(金益庸))이고, 가명은 양춘산(楊春山)이다. 호는 일세(一洗). 중화민국으로 망명, 고려공산당, 한인사회당에서 활동했다. 재소련(재러시아)의 연해주 한인 사회에서 언론기관지 한인시보의 발행인과 1918년 신민회의 망명간부회의에 참여하였다. 1918년 5월 11일에는 상하이에서 이동휘 등과 함께 한인사회당의 창당에 참여하였다.
1919년 8월 대한민국 임시정부 국무총리 권한대행 비서실 실장 서리에 임명되었지만 사퇴하였고, 1921년초에는 고려공산당의 결성에 참여하였다. 1921년 한형권 등과 함께 한인사회당의 대표자로 소비에트 연방 모스크바에서 열린 코민테른에 참석, 1921년 11월 코민테른 회의에서 블라디미르 레닌으로부터 200만 루블을 지원받고, 그 중 한형권이 받은 40만 루블을 한인사회당과 한국인 사회주의 청년들을 위한 지원금으로 운반하던 중, 상하이에서 1922년 대한민국 임시정부 경무국의 김구가 보낸 오면직(吳冕稙), 노종균(盧種均) 등의 총격을 받고 암살당했다.

## 생애

### 생애 초반

#### 출생과 젊은 시절
김립은 1880년 함경북도 명천군에서 태어났으며 본명은 김익용이었다. 그의 가계나 젊은 시절에 대한 자료는 정확하게 알려져있지 않았다. 이는 레닌이 한국인 사회주의자들에게 지원한 금액을 상하이 임시정부에 납부하지 않았다고 하여 누명과 비판을 받았으므로 그에 대한 기록은 대부분 멸실되었다. 처음 이름은 익용(翼容)이었으나 후에 립(立)으로 개명하였다. 한때 일본으로 건너갔다가 귀국하기도 했다. 그 후 보성전문학교에 입학하였다.

#### 청년기
그는 신민회와 서북학회에서도 활동하였다. 김규면에 의하면 그는 '신민회와 서북학회의 유력한 청년지도자로 교육무화활동을 주도한 인물이었다' 한다.
그는 보성전문학교에서 법학과 정치학을 전공하고 1910년 3월 보성학교를 졸업했다. 그는 같은 고향 출신 후배인 허헌 등과 함께 일본과 영국의 입헌제도에 관심을 갖고 입헌군주국을 세우기로 결심하였으나 한일 합방으로 무산되었다.

#### 망명과 교육 활동
1910년 한일합방 이후 망명, 1911년 블라디보스토크의 신한촌(新韓村)에서 조직된 항일독립운동 단체인 권업회(勸業會)가 조직되자 동참하였다. 1912년 시베리아에서 이상설, 이동휘(李東輝)와 함께 한인 교포 자녀들의 교육을 목적으로 광성학교(光成學校)를 설립하여 한인 청소년들을 가르쳤고, 또 이동휘와 함께 길성학교(吉成學校)를 설립한 뒤 만주로 건너갔다. 1913년 만주 왕칭현(汪淸縣) 뤄쯔거우(羅子溝) 다뎬쯔(大甸子)에 있는 동림무관학교의 교수가 되었다.
1917년 1월 독일 스파이라는 혐의로 제정 러시아 경찰에 체포, 투옥되었다가 2월 러시아 임시정부가 세워지면서 러시아 임시정부에 의해 무혐의로 석방되었다. 러시아 혁명에 고무된 그는 극동 러시아의 새로운 혁명 중심지인 하바로프스크로 건너갔고 여기에서 이동휘를 보좌하며 1918년 한인사회당을 조직할 사람과 물자를 확보하였다.
라이벌이자 이르쿠츠크파인 장건상은 그가 이동휘의 측근이자 책사였다고 하였다. 장건상에 의하면 '이동휘 신세를 망친 사람이 김립'이라며 '순전히 김립 때문에 신세를 망쳤지요. 조화를 가장 많이 부린 사람이 김립입니다.'라고 증언하였다.
하바로프스크에서 그는 한인들을 움직여 군사 조직을 창설했다가 일본군에 붙잡혔으나 기적적으로 탈출에 성공하였다.

#### 이동휘의 측근 활동
1913년 초 블라디보스토크의 신한촌을 방문하여 이종호, 정재관, 이동녕, 오주혁, 홍범도, 엄인섭 등 한인사회의 지도자들을 만난 바 있는 이광수는 해방 후 발간된 자신의 〈나의 고백〉에서, 권업회의 핵심간부들이었던 김립, 김하구, 윤해와의 만남을 회고하면서 "김립은 책사요, 윤해는 논객이어서 당시 권업회의 중심인물들이었고, 김립은 기미운동에는 상해임시정부 이동휘 내각의 비서장으로 소련정부와 처음으로 연락을 지은 인물이다."라고 하였다.
이동휘와 의형제 관계였고 김립의 가까운 동지였던 계봉우는 1920년 당시 "상해 정계에서 그를 능가할 인물이 없었다"고 하였다. 계봉우는 김립을 회상하며 "정치수완이 민활한 것만은 나로 하여금 탄복하게 하였"는데, 그에게는 "파괴도 잘하고 전설도 잘하는 수단이 있다"라고 평했다. 러시아 시절 이동휘의 측근이 된 이후 그는 이동휘의 책사로 활동하였다.

### 독립운동과 사회주의 운동

#### 한인사회당 결성
1918년 1월 전로한족회중앙총회의 부회장에 선출됐고, 그 기관지인 《한인시보 韓人時報》를 발행하는 데 참여하였다. 1918년 2월에 열린 신민회에 참가, 신민회 망명간부회의에서 공산주의를 수용할 것을 주장하였다.
친볼셰비키적이었으며 연해주 하바로프스크에서 1918년 5월 11일 이동휘·한형권(韓馨權)·박애·이한영·장기영·박진순(朴鎭淳) 등과 함께 한인사회당(韓人社會黨)을 창당했다. 이어 김립은 한인사회당의 선전부장이 되고, 기관지 《자유종》을 발행하고 주필이 됐다. 1918년 한인사회당 창당에 참가한 주요 임원으로서 이동휘(李東輝) 위원장 체제의 당 교통부장 연락책(連絡責)에 선출되었다. 이어 비공산주의 계열의 청년인사들을 사회당으로 포섭, 끌어들이기 위해 노력하였다.
1919년초 중국 상하이로 건너와 한인사회당의 상해 조직인 한인사회당 상하이 지부를 결성하였다.

#### 임정 수립 전후
1919년 5월 상하이 등지에서 임시정부가 수립되었다는 소식과 이동휘를 국무총리로 선임한 파벌이 있다는 정보를 접한다. 그는 이동휘와 함께 임정에 참여하는 여부를 계속 논의하였다.
6월 26일 대한신민단을 한인사회당에 흡수시켰다. 일제의 1919년 6월 26일자 첩보문서에 의하면 "신민단 단장인 김규면을 설득하여 신민단과 한인사회당의 통합을 성사시킨 인물은 이동휘의 최측근 참모이자 한인사회당의 최고 책략가인 김립이었다."
1919년 6월 말 또는 7월 초, 이동휘를 포함한 김규면, 김립, 박진순, 박애, 이한영, 최태열, 장기영, 김하구, 김아파니시, 김진 등의 주요 간부들이 참여한 가운데 상해 임정 문제를 논의하였다. 이 간부 회의에서 한인사회당은 상해 임정을 승인하고, 당 간부들의 상해 임정 참여를 허용하기로 결정하였다. 이 회합에서는 또한 이동휘와 김립을 상해로, 박진순, 박애, 이한영을 모스크바로 파견할 것을 결의하였다.

#### 임시정부 입각과 탈퇴
1919년 7월에는 해삼위의 신한촌(新韓村)에서 이동휘, 문창범(文昌範), 황병길(黃炳吉), 오영선(吳永善) 등 2백여 명의 한인 독립운동 대표들과 함께 신한민회(新韓民會)를 조직하고 국내진공을 논의하였다. 김립은 이동휘가 임정의 국무총리로 부임할 때 그를 따라 상하이로 가서 국무원비서실장으로 취임했으며, 그의 충실한 보좌관이 됐다. 이 사실은 김립을 한인 독립운동가들 사이에 질시 또는 선망의 대상으로 만들었다.
한국인 사회주의자들이 이르쿠츠크파와 상해파로 나뉘게 되자 그는 이동휘를 따라 상해파에 가담하여 활동하였다. 1919년 4월 상하이에서 대한민국 임시정부가 수립되자 1919년 8월 김립은 이동휘와 함께 상하이(上海)로 이동하여 대한민국임시정부 국무원 비서장에 선임되어 잠시 활동하였다. 그러나 국무총리에 임명된 이동휘가 사회주의 활동과 소련과의 관계 등으로 갈등을 빚다가 임시정부를 떠나면서 1920년 그도 임정 비서장직을 사퇴하고 떠났다.
1920년 7월말 임정 국무원 서무국장 이원익(李元益)이 김립이 이동휘에게 보내려던 밀서를 빼돌려, 안창호, 이광수 등에게 전달함으로써 밀서 파문이 발생하였다.

#### 고려공산당 창당
1921년 1월 이동휘 등과 함께 한인사회당을 발전적으로 해산하고 고려공산당으로 개편, 고려공산당 상해파를 결성하는 데 참여했고 김립은 고려공산당 상해파의 비서부장이 됐다. 그해 5월 그는 고려공산당 창당선언, 강령 및 규약을 고려공산당 대표회의 이름으로 발표하였다. 한편 사회주의, 평등사상에 대한 홍보물을 간행하여 국내로 반입시키는 역할을 맡았다.
그는 한인사회당 시절부터 줄곧 이동휘를 중심으로 하는 상하이 한인 사회주의자 그룹과 소련 레닌과의 연락책의 한 사람으로 활동하였다.

### 국제공산당 자금사건
국제공산당은 일본 제국주의에 항거하는 한민족을 도우려고 하였고 국제공산당은 한인 독립운동에 200만루블(현 한국화폐 가치로 약 2,000억원)을 원조하기로 결정하였다. 그러나 1922년 레닌이 지원한 자금 중 이동휘, 한형권 등과 함께 60만 루블만을 받아가지고 와서 사용하였으며 그는 레닌이 지원한 자금을 상해임시정부에는 알리지 않고 한국인 사회주의자들의 활동비와 한인사회당 등 한·중·일 좌파 혁명가들의 사업비로 쓰게 하였다. 이동휘, 한형권 등과 함께 상해파 고려공산당 자금으로 보관중이던 금액 내용이 누군가에 의해 폭로되면서 이동휘, 김립, 한형권과 상하이 한인 공산주의자들은 임정의 표적이 되었다.
이르쿠츠크파 사람인 장건상의 증언에 의하면 그가 다시 사람을 소련으로 보내서 자금을 가져왔다 한다. '김립이 러시아말을 잘하는 박진순(朴鎭淳) 등 심복들을 보내서 그것을 인수해 가지고 왔다. 인수를 해서 몽고 고륜(庫倫)을 경유해서 가지고 오게 되었다.'고 하였다. 한형권 등이 1920년 11월 치타에 도착하여 김립에게 자금을 넘겨 주었고, 김립은 상하이로 가져왔으며 이동휘는 이 사실을 비밀로 한 채 임정이 아니라 자신의 공산당 조직을 위해 썼다.
임정에서는 레닌의 자금을 한·중·일 좌파 혁명가들의 독립운동과 혁명운동에 사용하고 상해 임시 정부에는 내주지 않자 임시정부는 그가 레닌이 보낸 독립운동 자금을 유용했다고 성토하였다.

### 임정과의 갈등
1921년 국민대표자회의에 참여하였다. 이때 그는 창조파, 개조파, 임정고수파로 나뉘자 창조파의 한사람으로 활동하였다. 이후 그는 만주로 가서 무력단체를 조직하는데 참여한다.
일경문서에 의하면 이동휘, 문창범, 박용만 등의 일파가 1921년 2월 22일 재노령 각지 대표자 100여 명을 하바로프스크에 소집하여 한족공산당본부를 동지에 설치하기로 하는 한편 선전원을 갖이에 파송하고 니콜라예프스크에서 파르티잔 부대를 규합, 무력정비를 하여 1921년 여름을 기해 간도로 남하할 계획이라고 하였다. 이후 김립, 원현준 양인은 선전위원으로서 간도, 연길현 숭례향명월구에 4월 8일 나타나 7일간 머무르며 선전에 종사한 후 지부를 설치하고 15일 명월구를 떠나 영고탑으로 향하면서 양 위원은 훈춘현 태평구에도 지부를 설치하고 그 지방에 200여 명의 무력단체를 조직하였다.
1921년 5월부터 국민대표자회의가 열렸다. 그러나 이무렵 미국에서는 워싱턴 회의가, 모스크바에서는 극동인민대표회의가 연달아 열리고 있어 국민대표회의가 잠시 중단되었다.
1921년 6월 자유시 참변(自由市慘變) 발생 후 상해파 고려공산당의 간부들이 거의 러시아로 이동하여 이르쿠츠크 집단과의 군권투쟁을 벌이고 있을 때, 혼자서 상해본부를 지키고 있었다. 이때 김철수 등 소수가 와서 상하이의 고려공산당 근거지를 함께 지키고 있었다.
당시 임시정부는 신규식 등이 이끌며 내분을 종식하려 노력했다. 그러나 무장투쟁계열의 인사들은 결코 물러서지 않았다. 1922년 1월에 열린 임시 의정원 회의에서 이동휘와 김립 등은 성토문을 발표했다. 두 계열은 이 자리에서 피 튀기는 난투극을 벌였다. 결국 의정원 의원이 대거 사퇴했고 "반동의 괴수는 모화주의자 신규식이다."라는 비난이 쏟아졌다.

### 피습과 최후
상해 임정은 1922년 1월 26일자로 신규식, 이동녕, 노백린, 김인전, 이시영, 손정도 등 각원들 명의로 이동휘와 김립을 성토하는 포고문을 발표했다. 이 포고문에서 상해임정은 이동휘를 성토하여 "한형권을 이웃나라에 몰래 파견하여 이웃나라의 후의에 의하여 거금을 정부에 증여케 하고 김립으로 하여금 이를 중도횡령케 하고 도리어 죄를 전각원에게 돌리여 정부를 파괴하려고 꾀한 그 죄 하늘과 백성이 함께 할 수 없다"고는 성토했다. 아울러 포고문은 "(김립은) 이동휘와 서로 결탁하여 마침내 국금(國金)을 횡령하여 사양을 살찌우고 같은 무리들을 숙취하여 공산주의운동의 미명하에 숨어서 간모(奸謀)를 하고 있어 그 죄는 극형에 처할 만하다."고 선언했다.
1921년 말 임시정부에서 보낸 김구의 부하인 오면직(吳冕稙), 노종균(盧鐘均) 등 청년들이 김립을 찾아 상하이를 탐색하던 중 1922년 2월 11일 상하이의 자베이(閘北) 거리에서 암살당했다. 김립은 다른 한국인 사회주의자인 김철수, 유진희, 김하구와 함께 있다가 이들의 은신처를 알아내 잠입한 오면직과 노종균, 양여주 등의 총격을 받고 죽었다. 곧 상하이 불조계 근처의 한 병원으로 이송되었으나 과다출혈로 사망하였다.

## 사후
- 오면직·노종균은 김구의 부하였으며 김립을 암살한 것은 김구의 지시에 따른 것이었다.[23] 김철수는 문서처치와 김립의 시신을 다른 사람에게 맡기고 바로 은행으로 가서 남은 돈을 다른 곳으로 옮겨두었다. 한편 상하이의 한인 사회주의자 최동욱, 이호반, 한광우 등은 임시정부에 대해 김립에 대한 복수를 기도하기도 했다. 시신은 상하이 송경령공원(원 상해 만국공묘)에 안장되었다.[24]

- 그가 암살당하자 상하이로 급하게 건너온 한인 사회주의자들은 분개했다. 한편 그의 동지들은 김립을 죽이고 지운 김철수마저 죽이려는 김구를 죽이고자 했으나 지운은 독립운동 동지들끼리 피를 흘려서는 안된다고 간곡히 말린다.[25] 이 보고를 접한 소련 공산당에서는 상하이에 있는 한인 공산당 조직을 해소하고 조직을 이동할 것을 지시했으며, 상하이 임시정부에 대한 호의를 거두게 된다.

- 사후 김구가 백범일지에 기록한 대로, 그가 군자금 40만 루불을 대한민국 임시정부에 내놓지 않고, 사적으로 유용, 낭비한 것으로 알려져 부정적인 평가가 주를 이루었다. 그러나 1990년대에 와서 구 소련 비밀문서 등이 공개되면서 그가 임정의 자금을 횡령하지 않았다는 것이 알려지고 그에 대한 연구활동이 나타나기 시작하였다.

## 논란

### 레닌의 자금 문제
김구는 자신의 저서 백범일지에 그가 횡령을 한 것으로 기록하였다. 후일 박노자는 "1922년 초기에 상하이 임시정부가 한인사회당의 간부인 김립(1880~1922)을 “레닌이 보낸 독립운동 자금을 유용했다”고 성토한 데 이어 김구 부하인 오면직, 노종균 두 청년이 1922년 2월11일에 상하이의 거리에서 김립을 사살했다.
이 암살을 ‘정당한 응징’으로 묘사한 《백범일지》의 권위가 절대적이기에 김립이 '응분의 대가를 받았다'는 통설을 의심한 이들이 여태까지 거의 없었지만, 반병률 교수(한국외대)의 연구에 의하면 김립의 ‘횡령 행위’가 사실이라기보다는 정적이 유포한 뜬소문이었다."고 평가했다. 그는 임정에 반하는 인물로 낙인찍힌 탓에 사후에도 오래도록 조명받지 못했다.

### 공금 횡령 문제
김립의 ‘횡령 행위’는 사실이라기보다는 한인사회당 등 공산주의 정당에 대해 적대적인 세력이 유포한 뜬소문이었다.레닌 정부의 바람대로 김립과 그의 동지들에게 세 차례에 걸쳐 나눠서 전달된 200만루블의 자금은 한인사회당과 고려공산당 등에 어렵게 운반해 주어 한·중·일 좌파 혁명가들의 독립운동과 사회주의 혁명 사업비로 활용되었지만, 그 자금이 김구 등 임시정부의 우파 지도자들의 손에 들어가지 않았던 것이 화근이 됐다. 김립의 암살 등으로 나머지 140만루블은 구경도 못하게 되었다고 한다. 또한 레닌은 임정이 아니라 이동휘 등에게 이 돈을 지원한 것이었다.
그가 모스크바로부터 받은 돈을 사적으로 활용했다는 비판은 주로 이동휘의 적대세력인 이르쿠츠크파 고려공산당이 제기하였다. 김학준과의 인터뷰에서 김립에 대해 험하게 말한 장건상은 이르쿠츠크파 고려공산당의 간부였으며 평소부터 김립에 대해 적대적이었다.
김철수에 의하면 임시정부에서는 한형권의 추가 자금 20만원을 확보하기 위하여 김상옥을 시켜 윤해에게 총을 쏘았으나 폐를 상하게 하고 죽이지는 못하였고 김구일파는 다시 김립을 백주대로 상에서 난사살해하였다고 한다. 그때에 김하구, 윤진희, 김철수가 함께 당했다는 것이다.

### 향락 논란
백범일지에 의하면 그가 군자금 40만루불을 도용, 낭비한 것 외에 광둥 여자를 첩으로 들여 사치와 향락을 누렸다고 한다. 그러나 그가 중국 여자와 사치, 향락을 누렸다는 근거는 발견되지 않고 있다.

### 장건상의 비판
장건상은 그가 이동휘를 유혹했다고 비판하였다. 장건상은 후일 '김립이야 세상이 다 아는 더러운 놈입니다. 이동휘는 원래 착한 사람입니다. 이 이동휘 신세를 망친 사람이 김립입니다. 이동휘가 김립만 아니었더라면 독립운동가들 가운데서도 굉장히 존경을 받았을 것입니다. 순전히 김립 때문에 신세를 망쳤지요. 조화를 가장 많이 부린 사람이 김립입니다. 그래서 자기도 옳게 못 죽었습니다.라고 하였다.

## 기타
한편 이태준은 김립에게서 돈의 일부를 받아 베이징으로 가져가다가 몽골을 점령한 백군파에게 붙들려 총살되었다.

## 같이 보기
| - 신민회 - 권업회 - 한인사회당 - 고려공산당 - 국제공산당 자금 사건 - 코민테른 - 공산주의 - 대한민국임시정부 - 이동휘 - 여운형 - 한형권 | - 김규식 - 김진익 - 노백린 - 박용만 - 옥관빈 - 정화암 - 류동렬 - 이강훈 - 이규창 - 이회영 - 최동오 | - 안병찬 - 김준연 - 박헌영 - 장건상 - 장덕수 - 조봉암 - 김구 - 블라디미르 레닌 |

## 참고 자료
- 반병률, 〈김립과 항일민족운동〉, 한국근현대사학회, 《한국근현대사연구 제32집》 (한국근현대사학회, 2005) 63~103페이지
- 반병률, 〈대한민국 임시정부와 노령지역 독립운동〉, 한국근현대사연구회, 《대한민국임시정부수립80주년기념논문집 (상)》 (국가보훈처, 1999) 481쪽
- 김정주, 《조선통치사료 7》 5(김정주 편역, 한국사료연구소, 1970) 99~100페이지
- 김철수, 〈김철수 친필 유고〉, 역사비평사, 《역사비평 1989년 여름호》 (역사비평사, 1989)
- 김규면, 「노병 김규면의 비망록에서」

## 관련 서적
- 金俊燁·金昌順, 한국공산주의운동사 1(고려대학교아세아문제연구소, 1967)
- 임경석, 한국 사회주의의 기원 (역사비평사, 2003)
- 한국근현대사학회, 한국근현대사연구 제32집 (한국근현대사학회, 2005)
- 김학준, 혁명가들의 항일 회상 (민음사, 2005)
- 김구, 백범일지 (도진순 주해, 돌베개, 2006)
- 권희영, 《한인 사회주의운동연구:한국사연구총서 21》 (국학자료원, 1999)
- 반병률, 《성재 이동휘 일대기》 (범우사, 1998)
- 심지연, 허헌 연구 (역사비평사, 1994)
- 한국학중앙연구원, 한국민족문화대백과 (한국학중앙연구원, 1996)